# I'll Sleep When I'm Dead Tour
L'I'll Sleep When I'm Dead Tour è stato un tour musicale della rock band statunitense dei Bon Jovi intrapreso nel 1993 per promuovere I'll Sleep When I'm Dead, quarto singolo del quinto album in studio del gruppo Keep the Faith.